# V5 (moteur)
Pour les articles homonymes, voir V5.
Un moteur V5 est un moteur à combustion interne comportant cinq cylindres disposés en deux rangées de deux cylindres placées en forme de « V » au-dessus du vilebrequin et complété d'un cylindre rangé en V, en position seule.

## Historique
Le moteur V5 a été inventé et mis en avant à la fin du XXe siècle, par le constructeur automobile allemand Volkswagen.

### Le moteur V5 et la France
Il y eut peu de moteurs V5 automobiles français dans les décennies suivantes, cette architecture étant une des plus rares. Les constructeurs utilisant à la place des moteurs à quatre cylindres en ligne ou à six et huit cylindres en V habituellement.

## Avantages
Les constructeurs de voitures de sport ont adopté ce type de moteur puissant tout en étant compact.
Les chocs pétroliers des années 1970 et la crise financière de 2008 ont failli faire disparaître ce type de moteur, comme d'autre. Les ingénieurs ont su trouver des solutions modulaires pour en limiter la consommation (notamment grâce à l'électronique qui a permis, entre autres, de concevoir des moteurs à cylindrée modulable dont deux ou quatre cylindres sont déconnectés automatiquement en fonction de la charge).

## Technique
Les moteurs V5 comportent cinq cylindres disposés en deux rangées de deux cylindres placées en forme de « V » au-dessus du vilebrequin et complété d'un cylindre rangé en V, en position seule.

### Cylindrée
La cylindrée des moteurs V5 est généralement comprise entre 2 et 3.5 litres. Cependant, des exemplaires plus ou moins gros ont été produits.

### Vilebrequin
La plupart des moteurs V5 montés sur les voitures de la marque Volkswagen utilisent un vilebrequin à plan transversal (crossplane), car cette configuration produit moins de vibrations en raison de l'équilibre primaire et secondaire parfait. Le vilebrequin à plan transversal a les quatre manetons (numérotés à partir de l'avant) à des angles de 0, 90, 270 et 180 degrés, ce qui donne une forme de croix au vilebrequin lorsqu'il est vu d'une extrémité. Cependant, les vilebrequins de moteurs V5, sont spécifiques pour accueillir le cinquième cylindre (voir architecture).